# Eupsilia fringata
Eupsilia fringata là một loài bướm đêm trong họ Noctuidae.